# ابلوموویسم
ابلوموویسم (به فرانسوی: Oblomovisme) به ترکیبی از بی‌تفاوتی و کندی، خمودگی و بی‌رمقی، خستگی بیمارگونه، خیالبافی غیرفعال، بی‌حسی، بی‌توجهی به زندگی، دوری از عشق و احساسات و پناه آوردن به خواب، سریال و فیلم گفته می‌شود که خود را در هراس از کار کردن و اهمال‌کاری نشان می‌دهد.

## ریشه‌شناسی
این واژه از روحیه ابلوموف، شخصیت رمان ایوان گنچاروف گرفته شده‌است. این لفظ توسط گونچاروف اختراع شده و به افسانه‌ بی‌تفاوتی از ابلوموف، قهرمان (eponymous) رمان وی در سال ۱۸۵۹ که توسط ایوان گونچاروف منتشر شده اشاره دارد. این یکی از آخرین کلمات رمان است: وقتی از استولز، دوست ابلوموف، علت مرگ او را می‌پرسیم، او پاسخ می‌دهد: «علت… چه علتی؟! ابلوموویسم!»